# Liponema multiporum
Liponema multiporum is een zeeanemonensoort uit de familie Liponematidae. De anemoon komt uit het geslacht Liponema. Liponema multiporum werd in 1882 voor het eerst wetenschappelijk beschreven door Hertwig. 